# Accolans
Accolans est une commune française située dans le département du Doubs, la région culturelle et historique de Franche-Comté et la région administrative Bourgogne-Franche-Comté.

## Géographie
Le village est situé sur un plateau entouré de coteaux boisés. Le gouffre de la combe Ainée (75 mètres de profondeur) est  visité par les spéléologues.

### Climat
Pour des articles plus généraux, voir Climat de la Bourgogne-Franche-Comté et Climat du Doubs.
En 2010, le climat de la commune est de type climat de montagne, selon une étude du Centre national de la recherche scientifique s'appuyant sur une série de données couvrant la période 1971-2000. En 2020, Météo-France publie une typologie des climats de la France métropolitaine dans laquelle la commune est exposée à un climat semi-continental et est dans une zone de transition entre les régions climatiques « Lorraine, plateau de Langres, Morvan » et « Jura ».
Pour la période 1971-2000, la température annuelle moyenne est de 9,2 °C, avec une amplitude thermique annuelle de 17,1 °C. Le cumul annuel moyen de précipitations est de 1 188 mm, avec 13,3 jours de précipitations en janvier et 10,8 jours en juillet. Pour la période 1991-2020, la température moyenne annuelle observée sur la station météorologique de Météo-France la plus proche, « Medière », sur la commune de Médière à 7 km à vol d'oiseau, est de 11,5 °C et le cumul annuel moyen de précipitations est de 1 105,2 mm. 
La température maximale relevée sur cette station est de 40,2 °C, atteinte le 24 juillet 2019 ; la température minimale est de −17 °C, atteinte le 5 février 2012,,.
Les paramètres climatiques de la commune ont été estimés pour le milieu du siècle (2041-2070) selon différents scénarios d'émission de gaz à effet de serre à partir des nouvelles projections climatiques de référence DRIAS-2020. Ils sont consultables sur un site dédié publié par Météo-France en novembre 2022.

## Urbanisme

### Typologie
Au 1er janvier 2024, Accolans est catégorisée commune rurale à habitat dispersé, selon la nouvelle grille communale de densité à 7 niveaux définie par l'Insee en 2022.
Elle est située hors unité urbaine. Par ailleurs la commune fait partie de l'aire d'attraction de Montbéliard, dont elle est une commune de la couronne,. Cette aire, qui regroupe 137 communes, est catégorisée dans les aires de 50 000 à moins de 200 000 habitants,.

### Occupation des sols
L'occupation des sols de la commune, telle qu'elle ressort de la base de données européenne d’occupation biophysique des sols Corine Land Cover (CLC), est marquée par l'importance des territoires agricoles (61,5 % en 2018), en augmentation par rapport à 1990 (57,9 %). La répartition détaillée en 2018 est la suivante : 
zones agricoles hétérogènes (59,4 %), forêts (38,5 %), prairies (2,1 %). L'évolution de l’occupation des sols de la commune et de ses infrastructures peut être observée sur les différentes représentations cartographiques du territoire : la carte de Cassini (XVIIIe siècle), la carte d'état-major (1820-1866) et les cartes ou photos aériennes de l'IGN pour la période actuelle (1950 à aujourd'hui).

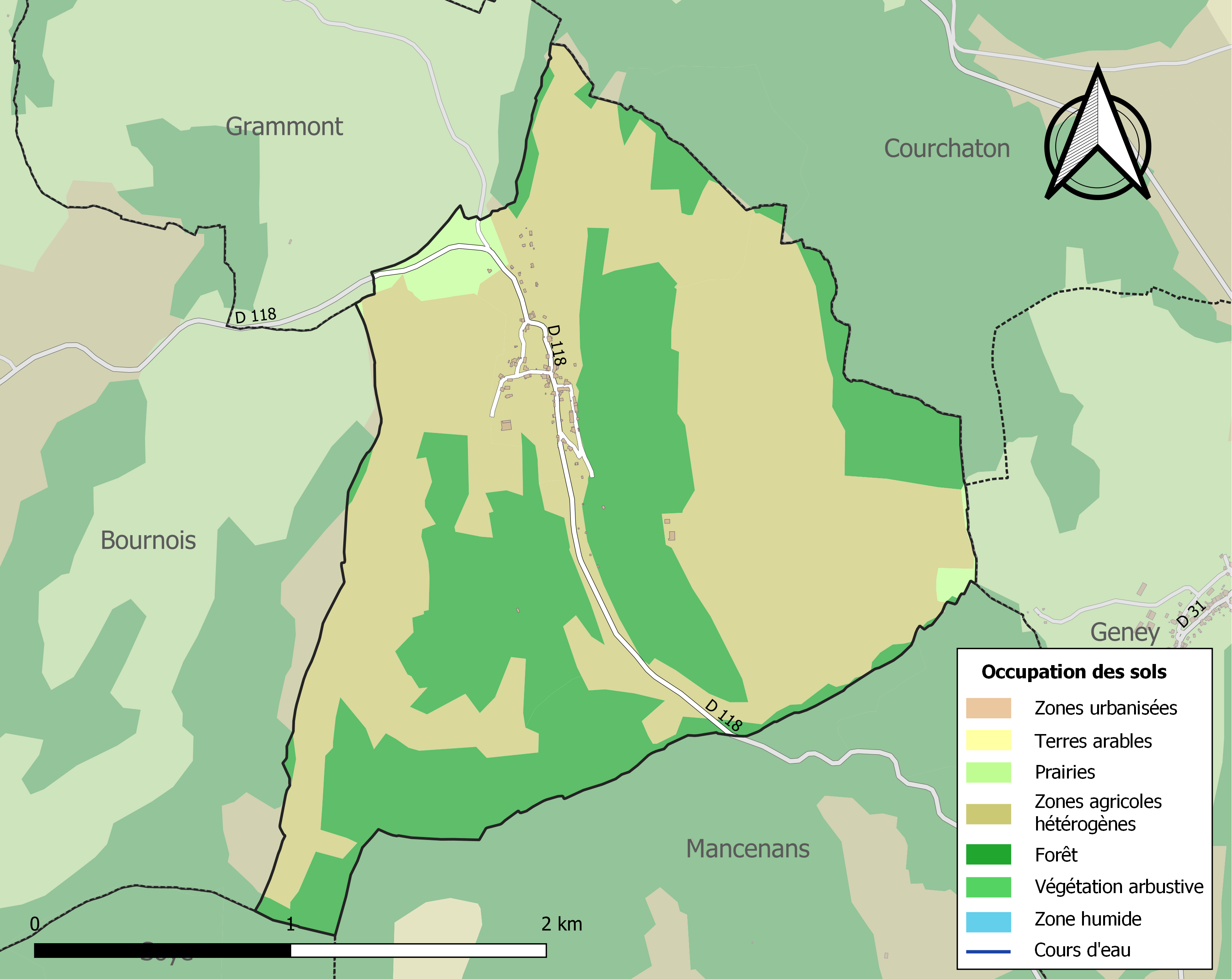
Carte des infrastructures et de l'occupation des sols de la commune en 2018 (CLC).

## Toponymie
Accolans au XIIe siècle ; Ascolans au XIVe siècle ; Accolans depuis la fin du XIVe siècle.

## Histoire
De l'époque préhistorique, une dent de mamouth a été exhumée du gouffre de Combe-Ainée.
À l'extrémité du promontoire rocheux « la Motte du Chatelot » subsistent les aménagements creusés d'un éperon fortifié de l'époque néolithique. La plus grande partie de ce camp se situe sur la commune de Courchaton.
Sur le territoire de la commune, 2 itinéraires paraissent remonter au haut Moyen Âge, voire à l'époque gallo-romaine ; il s'agit du chemin d'Accolans à Geney dénommé « sur la Prusse » et celui d'Accolans à Grammont qualifié de « voie des Breuleux ».

## Politique et administration

### Liste des maires

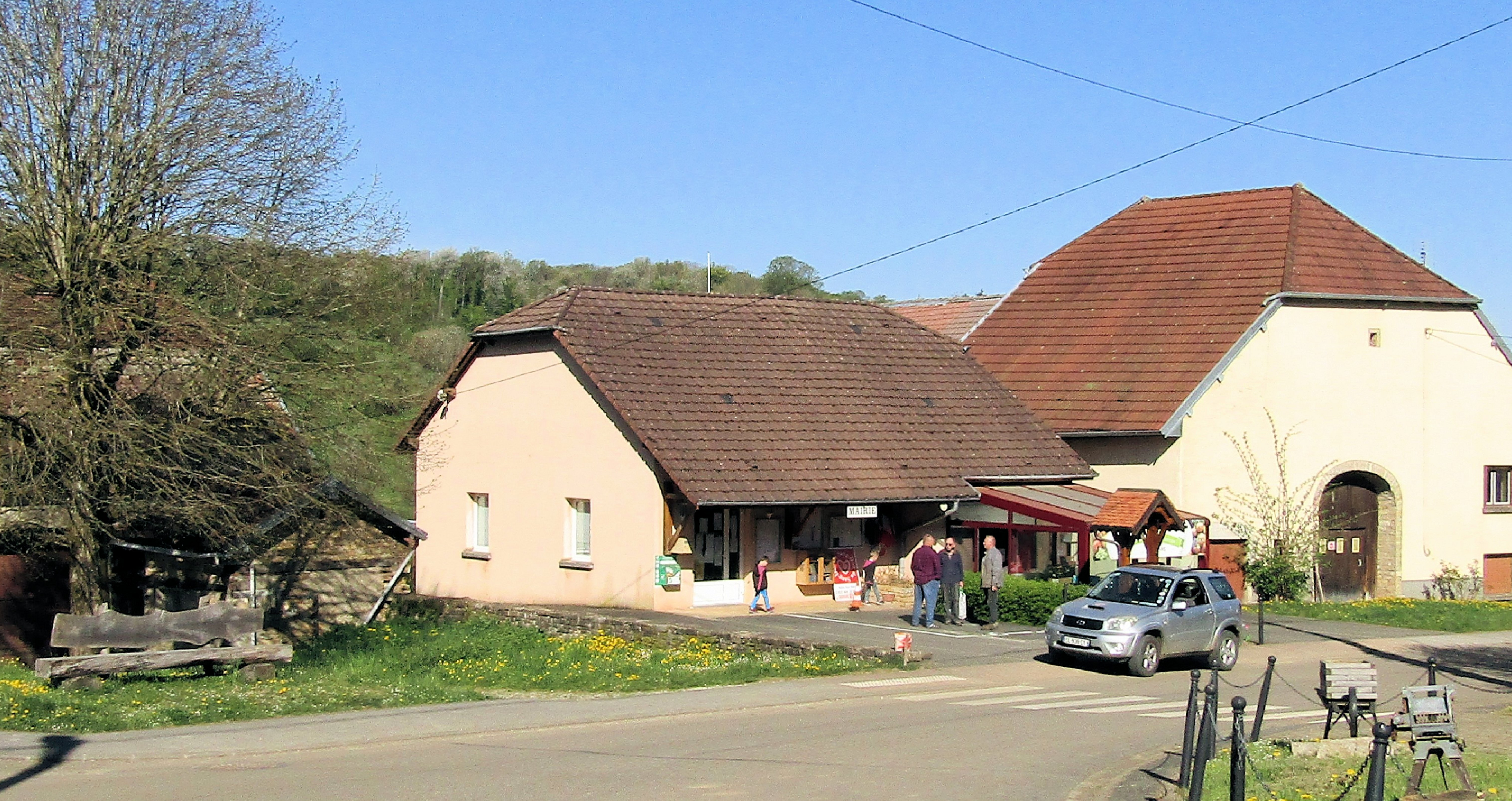
La mairie.

| Période        | Période        | Identité                   | Étiquette | Qualité                   |
| -------------- | -------------- | -------------------------- | --------- | ------------------------- |
| 1995           |                | Gérard Gallecier           |           |                           |
| 2013           | 4 juillet 2020 | Michaël Porte              | DVG       | Professeur, réélu en 2014 |
| 4 juillet 2020 | En cours       | Marie-Odile Bondenet-Druet |           |                           |

### Tendances politiques et résultats
Le résultat de l'élection présidentielle de 2012 dans cette commune est le suivant :
| Candidat       | Candidat                    | Premier tour | Premier tour | Second tour | Second tour |
| Candidat       | Candidat                    | Voix         | %            | Voix        | %           |
| -------------- | --------------------------- | ------------ | ------------ | ----------- | ----------- |
|                | Eva Joly (EÉLV)             | 1            | 1,52         |             |             |
|                | Marine Le Pen (FN)          | 18           | 27,27        |             |             |
|                | Nicolas Sarkozy (UMP)       | 4            | 6,06         | 23          | 35,38       |
|                | Jean-Luc Mélenchon (FG)     | 10           | 15,15        |             |             |
|                | Philippe Poutou (NPA)       | 0            | 0,00         |             |             |
|                | Nathalie Arthaud (LO)       | 0            | 0,00         |             |             |
|                | Jacques Cheminade (SP)      | 0            | 0,00         |             |             |
|                | François Bayrou (MoDem)     | 10           | 15,15        |             |             |
|                | Nicolas Dupont-Aignan (DLR) | 0            | 0,00         |             |             |
|                | François Hollande (PS)      | 23           | 34,85        | 42          | 64,62       |
|                |                             |              |              |             |             |
| Inscrits       | Inscrits                    | 82           | 100,00       | 82          | 100,00      |
| Abstentions    | Abstentions                 | 16           | 19,51        | 12          | 14,63       |
| Votants        | Votants                     | 66           | 80,49        | 70          | 85,37       |
| Blancs et nuls | Blancs et nuls              | 0            | 0,00         | 5           | 7,14        |
| Exprimés       | Exprimés                    | 66           | 100,00       | 65          | 92,86       |

Le résultat de l'élection présidentielle de 2017 dans cette commune est le suivant :
| Candidat    | Candidat                    | Premier tour | Premier tour | Deuxième tour | Deuxième tour |  |
| Candidat    | Candidat                    | %            | Voix         | %             | Voix          |  |
| ----------- | --------------------------- | ------------ | ------------ | ------------- | ------------- |  |
|             | Nicolas Dupont-Aignan (DLF) | 10,17        | 6            |               |               |  |
|             | Marine Le Pen (FN)          | 27,12        | 16           | 50,98         | 26            |  |
|             | Emmanuel Macron (EM)        | 13,56        | 8            | 49,02         | 25            |  |
|             | Benoît Hamon (PS)           | 8,47         | 5            |               |               |  |
|             | Nathalie Arthaud (LO)       | 1,69         | 1            |               |               |  |
|             | Philippe Poutou (NPA)       | 3,39         | 2            |               |               |  |
|             | Jacques Cheminade (SP)      | 0,00         | 0            |               |               |  |
|             | Jean Lassalle (RES)         | 5,08         | 3            |               |               |  |
|             | Jean-Luc Mélenchon (LFI)    | 15,25        | 9            |               |               |  |
|             | François Asselineau (UPR)   | 1,69         | 1            |               |               |  |
|             | François Fillon (LR)        | 13,56        | 8            |               |               |  |
|             |                             |              |              |               |               |  |
| Inscrits    | Inscrits                    | 79           | 100,00       | 79            | 100,00        |  |
| Abstentions | Abstentions                 | 17           | 21,52        | 16            | 20,25         |  |
| Votants     | Votants                     | 62           | 78,48        | 63            | 79,75         |  |
| Blancs      | Blancs                      | 2            | 3,23         | 6             | 9,52          |  |
| Nuls        | Nuls                        | 1            | 1,61         | 6             | 9,52          |  |
| Exprimés    | Exprimés                    | 59           | 95,16        | 51            | 80,95         |  |

## Démographie
L'évolution du nombre d'habitants est connue à travers les recensements de la population effectués dans la commune depuis 1793. Pour les communes de moins de 10 000 habitants, une enquête de recensement portant sur toute la population est réalisée tous les cinq ans, les populations de référence des années intermédiaires étant quant à elles estimées par interpolation ou extrapolation. Pour la commune, le premier recensement exhaustif entrant dans le cadre du nouveau dispositif a été réalisé en 2004.

En 2022, la commune comptait 88 habitants, en évolution de −11,11 % par rapport à 2016 (Doubs : +1,88 %, France hors Mayotte : +2,11 %).
| 1793 | 1800 | 1806 | 1821 | 1831 | 1836 | 1841 | 1846 | 1851 |
| ---- | ---- | ---- | ---- | ---- | ---- | ---- | ---- | ---- |
| 266  | 284  | 292  | 295  | 269  | 313  | 298  | 283  | 299  |

| 1856 | 1861 | 1866 | 1872 | 1876 | 1881 | 1886 | 1891 | 1896 |
| ---- | ---- | ---- | ---- | ---- | ---- | ---- | ---- | ---- |
| 308  | 311  | 279  | 255  | 250  | 254  | 199  | 197  | 187  |

| 1901 | 1906 | 1911 | 1921 | 1926 | 1931 | 1936 | 1946 | 1954 |
| ---- | ---- | ---- | ---- | ---- | ---- | ---- | ---- | ---- |
| 182  | 180  | 189  | 137  | 126  | 132  | 113  | 106  | 103  |

| 1962 | 1968 | 1975 | 1982 | 1990 | 1999 | 2004 | 2006 | 2009 |
| ---- | ---- | ---- | ---- | ---- | ---- | ---- | ---- | ---- |
| 102  | 84   | 85   | 84   | 84   | 79   | 92   | 87   | 98   |

| 2014 | 2019 | 2022 | - | - | - | - | - | - |
| ---- | ---- | ---- | - | - | - | - | - | - |
| 101  | 90   | 88   | - | - | - | - | - | - |

## Culture locale et patrimoine

### Lieux et monuments
- Eglise Notre-Dame de la Nativité rebâtie vers 1840 : statues en bois polychrome et débris de retable XVIIIe siècle.

### Personnalités liées à la commune
- Pierre Rosset-Cournand (1924-1944), Compagnon de la Libération, libérateur d'Accolans.

### Héraldique
| Blason de Accolans | Blason  | De gueules au chevron d'or.                      |
| Blason de Accolans | Détails | Le statut officiel du blason reste à déterminer. |